# Zaláta, Baranya
Zaláta este un sat în districtul Sellye, județul Baranya, Ungaria, având o populație de 262 de locuitori (2011). 

## Demografie
Componența etnică a satului Zaláta
     Maghiari (92,95%)
     Romi (7,05%)
Componența confesională a satului Zaláta
     Reformați (25,95%)
     Fără religie (6,87%)
     Atei (1,15%)
     Necunoscută (66,03%)
Conform recensământului din 2011, satul Zaláta avea 262 de locuitori. Din punct de vedere etnic, majoritatea locuitorilor (92,95%) erau maghiari, cu o minoritate de romi (7,05%). Nu există o religie majoritară, locuitorii fiind reformați (25,95%), persoane fără religie (6,87%) și atei (1,15%). Pentru 66,03% din locuitori nu este cunoscută apartenența confesională.